# Jehuda Cresques

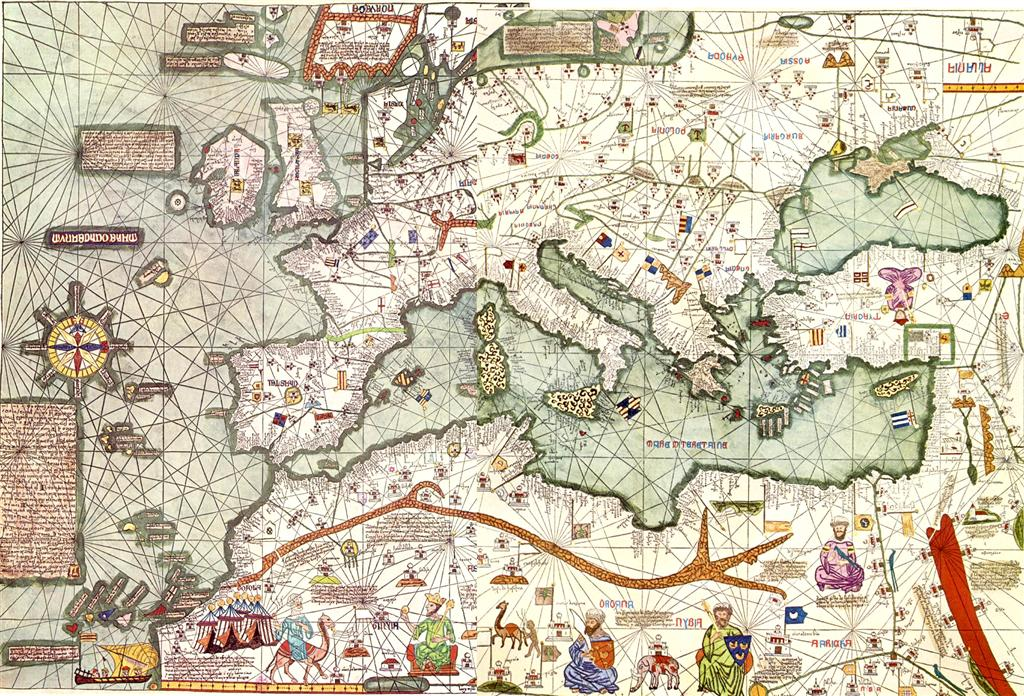
Atlas Catalão de 1375

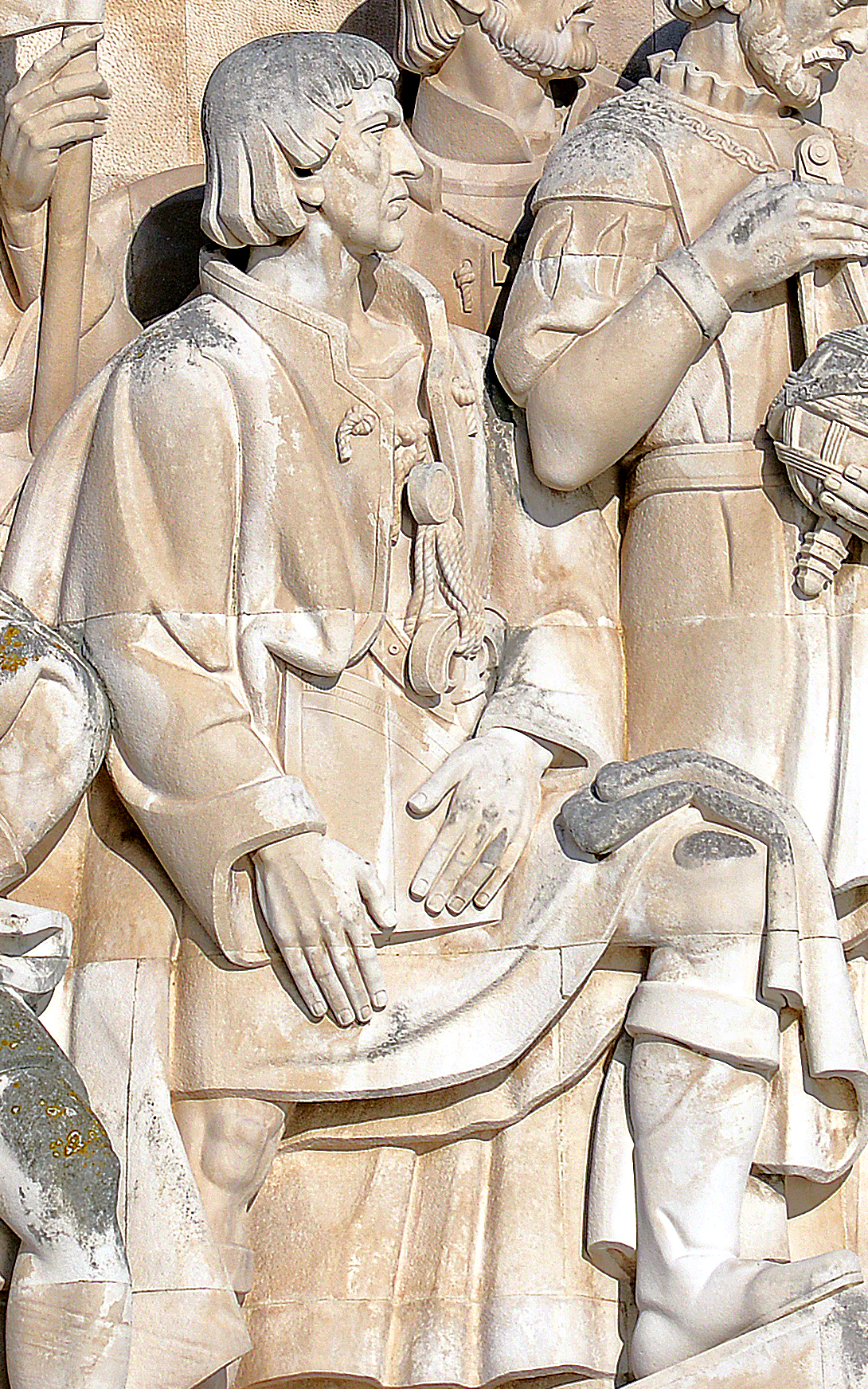
Efígie de Jehuda Cresques, no Padrão dos Descobrimentos, em Lisboa, Portugal.

Jehuda Cresques (1350–1427), também conhecido por Jafuda Cresques, Jácome de Maiorca e Jaume Riba, foi um cartógrafo catalão. De ascendência judaíca, foi o indivíduo que coordenou as descobertas marítimas da chamada Escola de Sagres, no início do século XV.

## Biografia
É filho de outro cartógrafo notável, Cresques Abraão, nascido em Maiorca, e ligado à chamada Escola de Maiorca. Juntamente com o seu pai, foi provavelmente o autor do Atlas Catalão de 1375.
Embora nascido numa família judaica, converteu-se ao Cristianismo após as perseguições religiosas que tiveram lugar no reino de Aragão, em 1391, tendo então adotado o nome de Jaume Riba ("Jacobus Ribus", em Latim).
As primeiras notícias sobre a vinda para Portugal de um cartógrafo de nome "Jaime Ribes", oriundo da ilha de Maiorca, por iniciativa do Infante D. Henrique, são nos fornecidas por Duarte Pacheco Pereira. O cronista João de Barros acrescenta-as, atribuindo-lhe ainda a capacidade de construir instrumentos náuticos. Teria sido assim, o Mestre Jacome de Malhorca, sido coordenador, na década de 1420, das primeira viagens dos Descobrimentos portugueses.
A maior parte dos estudiosos, com base na investigação efetuada pelo historiador e geógrafo Gonçal de Reparaz i Ruiz na década de 1930, considera que ambos terão sido a mesma pessoa. Pesquisas mais recentes, entretanto, colocam em causa esse raciocínio, nomeadamente a tese do catalão Jaume Riera i Sans, que compreende que o cartógrafo que trabalhou para o Infante D. Henrique não poderia ser Jafuda Cresques, uma vez que este teria falecido antes de 1410, tendo nesse ano o Infante apenas 16 anos.